# خوی (شهرکرد)

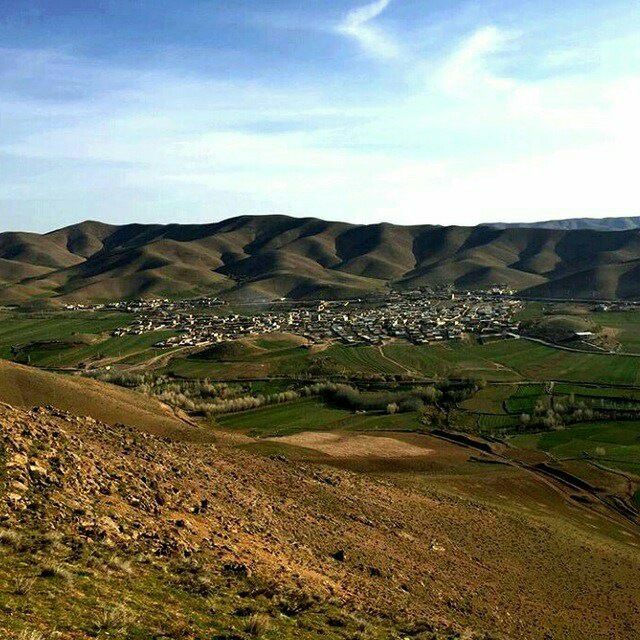
قرية خوي شهركرد

خوي هي قرية في منطقة لار ، مدينة شهركرد و‌ محافظة تشهارمحال وبختياري (محافظة).يبلغ عدد سكان مدينة خوي 2697 نسمة، جميعهم من الفرس.

## الاستفسارات المعتمدة
- قائمة المدن الإيرانية